# Киривина
Киривина (англ. Tefa Island) — населённый остров в Папуа — Новой Гвинее. Крупнейший остров из группы островов Тробриан. Административно относится к провинции Милн-Бей региона Папуа. Административный центр — Лосуйя.

## Описание
Площадь острова 290,5 км². Наивысшая точка 46 метров. Остров вытянут с севера на юг примерно на 50 км. Максимальная ширина острова примерно 14 км. Вдоль побережья произрастают мангровые леса. Также имеются пляжи. Сам остров покрыт тропическим лесом, но широко очищается для выращивания ямса и таро. Также на острове выращивают фрукты, кокосы. На острове имеется несколько деревень которые все соединены дорогами. Главный город Лосуйя, в котором имеется порт и локальный аэропорт Лосуйя.
В настоящее время на острове развивается туризм. Имеется порт, аэропорт, отели, рестораны. Местные жители показывают национальные шоу, торгуют сувенирами.
По данным переписи за 2000 год, на острове проживало 28 776 человек. На острове используется язык Киливия, также известный как Киривина.
Во время Второй мировой войны союзные силы, называвшиеся Operation Chronicle, высадились на Киривину и остров Вудлак 30 июня 1943 года. Высадившиеся следом инженерные части армии США построили на Киривине аэродром с двухкилометровой взлетно-посадочной полосой на кораллах. В августе 1943 года здесь базировалось 73-е авиакрыло королевских ВВС.
База гидропланов была построена в Лосуйе, где были пирс и причал.